# Youjo Senki
Saga of Tanya the Evil, ou no Japão Yōjo Senki (幼女戦記, lit. "Crônicas Militares de uma Pequena Garota"), é uma light novel japonesa escrita por Carlo Zen e ilustrada por Shinobu Shinotsuki. A publicadora Enterbrain publicou catorze volumes a partir de 31 de outubro de 2013. Uma adaptação para mangá com arte de Chika Tōjō começou a serialização em Kadokawa Shoten Comp Ace Magazine em 26 de abril de 2016. Uma adaptação de anime pela NUT estreou em 6 de janeiro de 2017.

## Enredo

### Sinopse
Um assalariado ateu japonês sem nome, no momento de ser assassinado por um subordinado descontente que ele demitiu devido ao fraco desempenho no trabalho, é confrontado por uma entidade que se declara ser Deus que condena o assalariado por não ter "fé". O assalariado não acredita em sua existência, critica suas várias afirmações a partir de sua perspectiva de ateu e o ridiculariza como "Ser X". A entidade decide reencarnar o assalariado em um mundo onde ele enfrentaria circunstâncias suficientemente difíceis para recorrer ao Ser X para obter ajuda.
O assalariado renasce como Tanya Degurechaff, uma garota órfã no equivalente de uma realidade alternativa à Alemanha Imperial, conhecida como Império. De acordo com Ser X, se Tanya não morre de morte natural ou se recusa a ter fé nela, sua alma deixará o ciclo de reencarnação e será enviada ao inferno pelos inúmeros pecados que Tanya cometeu em sua vida anterior. Em busca de uma fuga, Tanya decide se juntar ao Mage Corps do Império e lutar na guerra, na esperança de alcançar um posto suficientemente alto o mais rápido possível para permanecer longe do campo de batalha, e assim evitar o risco de ser morto. Mesmo que agora seja forçada a falar com os lábios de uma jovem, Tanya logo se transforma em um soldado cruel que prioriza a eficiência e sua própria carreira em relação a qualquer outra coisa, até mesmo a vida daqueles que estão abaixo dela, especialmente aqueles que ficam do lado ruim.

## Personagens

### Império
Tanya von Degurechaff (ターニャ・フォン・デグレチャフ, Tānya fon Degurechafu)
Voz de: Aoi Yūki (Japonês); Pamella Rodrigues (Português)
Tanya é uma jovem loira, de olhos azuis, que é a reencarnação de um assalariado japonês de coração frio, ateísta e social-darwinista (brevemente dublado por Kōsuke Toriumi em japonês e Josh Grelle em inglês). Ela é uma maga com poderes mágicos que lhe permitem voar e disparar balas explosivas de armas. Comparado a outros, Tanya tem uma alta capacidade mágica latente e é o único capaz de usar uma esfera de operação experimental do Tipo 95 devido à interferência do Ser X. Ela controla um batalhão de magos de elite, cujo objetivo principal é oprimir as forças inimigas enquanto também permanece altamente móvel e relativamente pequeno. Tanya é bastante cruel e intolerante com as falhas dos outros, da mesma forma que em sua vida anterior, e emprega várias punições extremas e métodos de treinamento. Depois de se formar no War College como um dos Doze Cavaleiros, recebeu o título de von . No final da série de TV, seu ranking é Major . No final do filme, ela finalmente consegue o emprego dos seus sonhos trabalhando com um escritório nos fundos por 2 meses, promovendo o tenente-coronel, para sua alegria e triunfo contra seu inimigo odiado, Ser X. Mas essa alegria foi curta viveu quando recebeu um telefonema do general Zettour, que informou que ele havia feito sua proposta, intitulada "Uso de unidades e manobras operacionais na guerra atual" para usar e organizou um Kampfgruppe com o codinome "Salamandra", que consistia em infantaria, armadura e artilharia, comandou o exército especial e queria ver sua pesquisa em ação, fazendo com que ela e o 203º batalhão de magos retornassem à linha de frente mais uma vez, para seu choque e horror.
Viktoriya Ivanovna Serebryakov (ヴィクトーリヤ・イヴァーノヴナ・セレブリャコーフ (ヴィーシャ), Vīkutōriya Ivuānovuna Sereburyakōfu (Vīsha))
Voz de: Saori Hayami (Japonês); Érika Menezes (Português)
Viktoriya é um Segundo Tenente do Exército Imperial e serve sob Tanya Degurechaff, e mais tarde se torna seu ajudante. Diferente de outros personagens do Império, Viktoriya é uma refugiada da Revolução da União Russa e sua família era originalmente membro da aristocracia russa. Tendo servido sob Tanya durante a Batalha do Reno, Viktoriya está mais familiarizada com a verdadeira personalidade de Tanya, à qual ela mostra medo, mas também respeito. Como resultado de conhecer Tanya, Viktoriya é mais capaz de acompanhar Tanya em comparação com seus outros soldados. No entanto, apesar de conhecer o personagem paralelo de Tanya, Viktoriya parece acreditar que Tanya realmente se importa com seus subordinados e seu tratamento severo com eles, é garantir a sobrevivência deles. No mangá, o ponto de vista "particular" de Viktoriya sobre o personagem de Tanya parece ter começado quando Viktoriya, durante sua primeira batalha verdadeira, é salva por Tanya no último segundo, que (para esconder sua satisfação em matar os soldados inimigos) citou O general Robert E. Lee, dizendo a Viktoriya "É bom que a guerra seja tão horrível, caso contrário os homens se interessariam por ela", iniciando o mal-entendido.
Erich von Rerugen (エーリッヒ・フォン・レルゲン, Ērihhi fon Rerugen)  / Erich von Lergen
Voz de: Shinichiro Miki (Japonês); Clécio Souto (Português)
Ele é tenente-coronel do Exército Imperial e conhece Tanya desde que ela se juntou às forças armadas. Ele viu a verdadeira natureza de Tanya durante seu tempo de treinamento e a vê como um monstro na forma de uma garotinha.
Seu sobrenome está escrito "Lergen" na tradução inglesa de um romance leve.
Kurt von Rudersdorf (クルト・フォン・ルーデルドルフ, Kuruto fon Rūderudorufu)
Voz de: Tesshō Genda (Japonês); Luiz Carlos Persy (Português)
Ele é o vice-chefe de operações do Gabinete Imperial do Estado-Maior.
Hans von Zettour (ハンス・フォン・ゼートゥーア, Hansu fon Zētūa)
Voz de: Hōchū Ōtsuka (Japonês); Marcio Simões (Português)
Ele é o vice-chefe de logística do Gabinete Imperial do Estado-Maior.
Matheus Johann Weiss (マテウス・ヨハン・ヴァイス)
Voz de: Daiki Hamano
Warren Grantz (ヴォーレン・グランツ)
Voz de: Yusuke Kobayashi (Japonês); José Leonardo (Português)

### Legedonia
Anson Sue/Sioux (アンソン・スー, Anson Sū)
Voz de: Kenyuu Horiuchi (Japonês); Ricardo Rossatto (Português)
Ele é o capitão da 5a ala aérea dos magos. Ele tem uma filha chamada Mary Sue. Mais tarde, ele é promovido a coronel após a morte de seu oficial superior. No anime, acredita-se que ele tenha sido morto em batalha por Tanya, durante a Batalha do Fiorde de Orse. Mais tarde, é revelado que ele realmente sobreviveu e teve visão de Deus ("Ser X") que lhe disse para matar o "Diabo". Para atingir seu objetivo, ele aceitou fazer parte de uma força especial de mago do Reino Aliado, conseguindo encurralar Tanya e seu batalhão sobre o mar. No entanto, embora no final, ele quase consiga matar Tanya, mesmo disposto a explodir para matá-la, através da intervenção de Viktoriya, Anson não conseguiu matá-la e acabou morrendo em sua própria explosão.
Mary Sue/Sioux (メアリー・スー, Mearī Sū)
Voz de: Haruka Tomatsu (Japonês); Mariana Dondi (Português)
Filha única de Anson Sue. Após a morte de seu pai por Tanya, ela se tornou um pouco mais vingativa e séria por natureza. Seu ódio cresce quando ela ouvir o nome "Diabo do Reno", ela começará a se enfurecer, mas resultando se expondo de um lado incontrolável. Ela se tornou o contrapeso do protagonista principal da série.

### Outros
Existência X (存在X, Sonzai Ekkusu)
Voz de: Hideaki Tezuka (Japonês); Pietro Mário (Português)
Uma entidade que afirma ser o Criador (創造 主, Sōzōsha) ou Deus. Após uma discussão filosófica com um assalariado japonês, ele o reencarna em Tanya na esperança de que ele venha a acreditar em Deus. O nome "Ser X" é designado por Tanya que não acredita na existência de Deus. Caracteriza-se como frustrado com a crescente falta de fé no mundo moderno. Ocasionalmente, ele conversa com Tanya para provocá-la ou ver se ela chegou a acreditar.

## Mídia

### Light Novel
Escrita por Carlos Zen, com ilustrações do artista Shinobu Shinotsuki, Youjo Senki começou a ser publicada em outubro de 2013, no website de novels Arcadia, antes de ser adquirida por Enterbrain. Em setembro de 2023, catorze volumes foram publicados.

### Mangá
A adaptação para mangá, com arte de Chika Tōjō, começou a ser serializada na revista Comp Ace de Kadokawa Shoten, em 26 de abril de 2016, tendo atualmente trinta e dois volumes.

### Anime
Uma adaptação para anime, feita pelo estúdio NUT, foi transmitida entre 6 de janeiro de 2017 e 31 de março de 2017, tendo 12 episódios. O tema de abertura é "JINGO JUNGLE" por Myth & Roid e o tema de encerramento é "Los! Los! Los!" por Aoi Yūki. O Anime teve o anúncio de sua Segunda temporada realizado durante um especial dos criadores, sendo transmitida 19 de junho de 2021

### Filme
Um filme de anime baseado na franquia foi anunciado em janeiro de 2018. O filme viu vários membros da equipe e o elenco da série de televisão reprisar seus papéis, e foi uma sequência direta da série. O filme estreou em 8 de fevereiro de 2019. O filme recebeu um lançamento limitado nos EUA em 16 de maio de 2019 pela Crunchyroll. Crunchyroll e Anime Limited exibiram o filme na MCM London Comic Con em 26 de maio de 2019. A Crunchyroll também exibiu o filme na Supanova Expo em Sydney e Perth na Austrália em 23 e 30 de junho de 2019, respectivamente.

### Música
A trilha sonora do filme foi composta por Shuji Katayama. A banda sonora original foi lançada em 27 de fevereiro de 2019.
Músicas do álbum
| N.º | Título                                  | Duração |  |
| 1.  | "Cityscape"                             | 0:34    |  |
| 2.  | "Decline"                               | 0:52    |  |
| 3.  | "Deceived"                              | 2:39    |  |
| 4.  | "Title and Return"                      | 0:57    |  |
| 5.  | "Next Operation"                        | 0:42    |  |
| 6.  | "Tanya's Speech"                        | 1:45    |  |
| 7.  | "Reconnaissance"                        | 1:50    |  |
| 8.  | "A Declaration of War"                  | 1:50    |  |
| 9.  | "I Hate War"                            | 0:38    |  |
| 10. | "Diversion"                             | 1:05    |  |
| 11. | "The General Staff"                     | 1:53    |  |
| 12. | "Mary Sue"                              | 1:22    |  |
| 13. | "Drake"                                 | 2:31    |  |
| 14. | "Communists"                            | 2:14    |  |
| 15. | "Target:That Lump of Shit!"             | 1:29    |  |
| 16. | "The Avenger"                           | 0:57    |  |
| 17. | "Imperial Anthem"                       | 1:44    |  |
| 18. | "Awakening"                             | 0:33    |  |
| 19. | "My Father’s Gun"                       | 0:38    |  |
| 20. | "Stomachache"                           | 1:26    |  |
| 21. | "Feast of The 203rd"                    | 2:51    |  |
| 22. | "Concern"                               | 0:58    |  |
| 23. | "Drake and Mary"                        | 1:08    |  |
| 24. | "Briefing"                              | 1:33    |  |
| 25. | "Bad News"                              | 1:41    |  |
| 26. | "Tiegenhoff"                            | 1:23    |  |
| 27. | "The Gambler"                           | 0:33    |  |
| 28. | "Reinforcements"                        | 1:28    |  |
| 29. | "Promise"                               | 0:50    |  |
| 30. | "Trample Them"                          | 1:28    |  |
| 31. | "sympathy"                              | 0:30    |  |
| 32. | "Attack of Federation"                  | 2:24    |  |
| 33. | "The Battle of Tiegenhoff"              | 1:55    |  |
| 34. | "Mary’s Attack"                         | 1:08    |  |
| 35. | "Battle of The 203rd"                   | 3:22    |  |
| 36. | "Kill Her"                              | 0:30    |  |
| 37. | "Tanya vs Mary"                         | 1:12    |  |
| 38. | "Rout"                                  | 0:59    |  |
| 39. | "This is War"                           | 1:00    |  |
| 40. | "Tanya’s Suggestion"                    | 3:18    |  |
| 41. | "How to Win"                            | 1:37    |  |
| 42. | "The Militarist"                        | 0:54    |  |
| 43. | "Tanya’s Waltz"                         | 0:49    |  |
| 44. | "Calm in the Rear"                      | 0:59    |  |
| 45. | "The Saga of Tanya the Evil Main Theme" | 1:46    |  |